# Otwarte recenzje naukowe
Otwarte recenzje naukowe (ang. open peer review) – system oceny jakości materiałów naukowych polegający na upublicznianiu artykułów przesłanych do czasopisma naukowego tak, aby każdy chętny mógł wziąć udział w recenzowaniu.

## Najważniejsze cechy otwartych recenzji naukowych
źródło
- wszystkie osoby, które uczestniczą w recenzowaniu, znają swoje personalia,
- wszystkie raporty z recenzji są dostępne do wglądu,
- preprinty stają się ogólnie dostępne dla użytkowników,
- w procesie recenzji można uczestniczyć na każdym etapie,
- wersja ostateczna artykułu jest ciągle dostępna do komentowania,
- uczestnicy dyskusji wzajemnie zachęcają inne osoby do współpracy,
- do recenzji wykorzystywane jest oprogramowanie typu open source[1].

Otwarte tożsamości
Otwarte recenzje naukowe oznaczają „każdy naukowy mechanizm recenzowania zapewniający ujawnienie tożsamości autora i recenzenta w dowolnym momencie procesu recenzowania lub publikacji”. Tożsamość recenzenta może być wtedy ujawniona publicznie, ale nie musi. Jest to przeciwieństwo tradycyjnego procesu peer review, w którym recenzenci pozostają anonimowi dla każdego poza redaktorami czasopisma.
Otwarte raporty
Raporty recenzentów wraz z historią recenzji (to jest odpowiedziami autorów i rekomendacjami redaktorów) są ujawniane wszystkim, a nie tylko przesyłane autorom. Najczęściej upublicznia się otwarte raporty przyjęte do publikacji tylko tych artykułów przyjętych do publikacji.
Otwarte uczestnictwo
Recenzenci wskazani przez autora mogą wprowadzać zarówno krótkie komentarze, jak i recenzować całe publikacje. Ich kompetencje nie są weryfikowane.

## Przykłady otwartych recenzji naukowych
Wiele inicjatyw Otwartych recenzji naukowych ma charakter multidyscyplinarny. W OSF preprints można umieścić preprinty publikacji z wszystkich dyscyplin.

### Nauki przyrodnicze
źródło
- eLIFE(inne języki)
- Bio Med Central(inne języki)
- BMJ
- GIGA science(inne języki)

### Nauki społeczne
źródło
- SAGE open(inne języki)
- Wiley

### Nauki humanistyczne
źródło
- SAGE open(inne języki)
- Wiley
- digitalculturebooks